# لنسک
شهر لنسک (به روسی: Ленск) در کشور روسیه و در جمهوری یاقوتستان واقع شده‌است.